# Úzkotrupý letoun

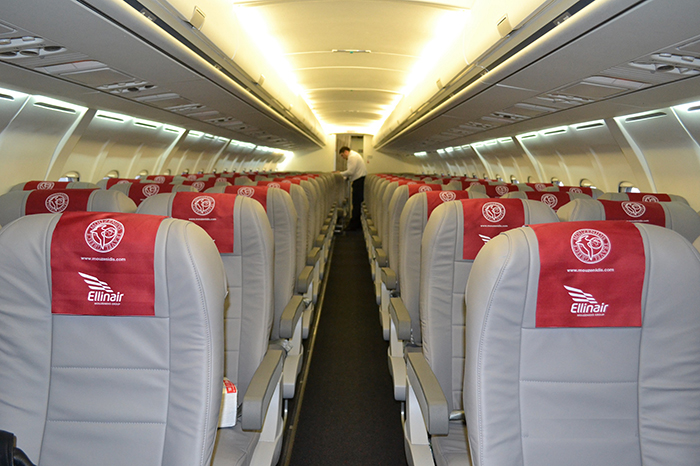
Kabina úzkotrupého letounu BAe 146 letecké společnosti Ellinair, s 6 sedačkami v řadě

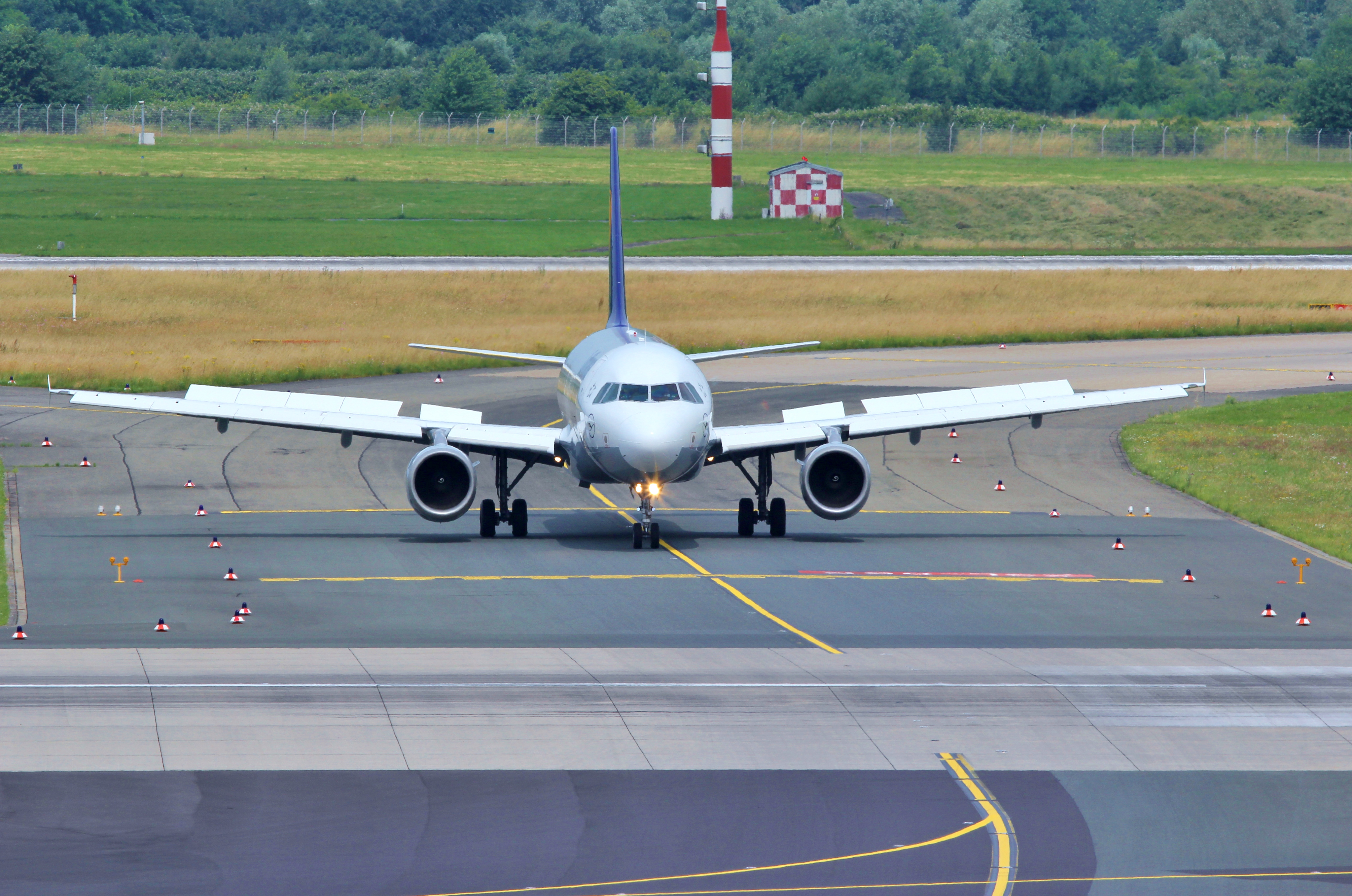
Rolující úzkotrupý Airbus A320 společnosti Lufthansa

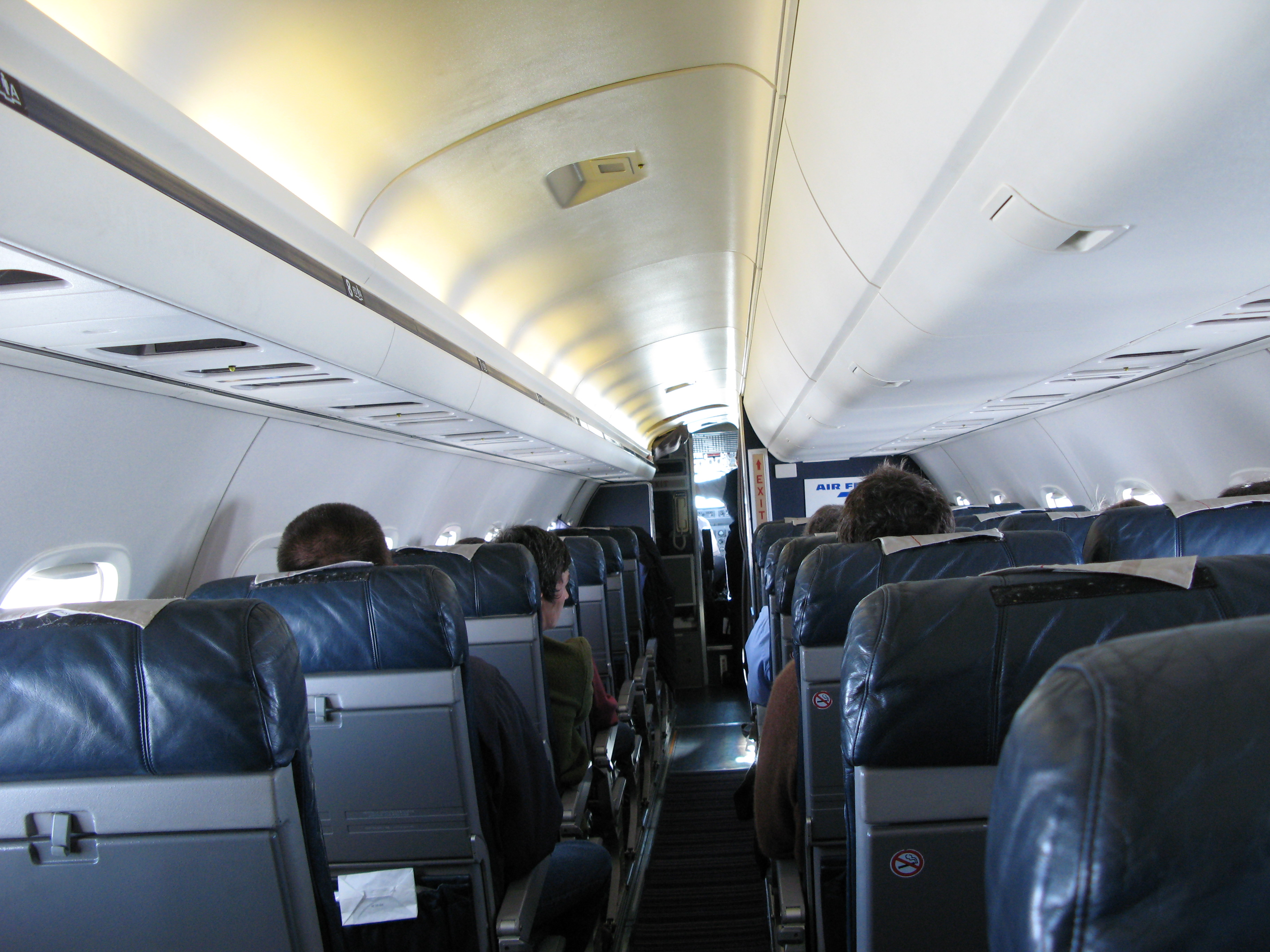
Letadlo Air France Regional s 3 sedačkami v řadě

Úzkotrupý letoun (anglicky narrow-body aircraft) nebo také letadlo s jednou uličkou je letadlo které má v sobě maximálně 6 sedaček vedle sebe (s jednou uličkou) a má trup užší než 4 metry. Je to opak širokotrupého letadla, které má uliček více. Nejvyšší kapacita cestujících úzkotrupého letounu je u Boeing 757-300, kam se může vejít až 295 pasažérů.
Společnost Flightglobal očekává, že se mezi lety 2015–2035 prodá přibližně 24 000 úzkotrupých letounů, z toho 44% budou Airbus A320neo a z 43% Boeing 737 NG a MAX.

## Uspořádání úzkotrupých letounů
Veškeré možnosti uspořádání úzkotrupých letounů v klasickém dopravním letadle, v ekonomické (turistické) třídě s nekompletními názornými příklady (2016):

### 2 cestující v jedné řadě
4–19 pasažérů

### 3 cestující v jedné řadě
24–45 pasažérů
- Embraer ERJ
- BAe Jetstream 41
- Saab 340

### 4 cestující v jedné řadě
44–80 pasažérů
- Bombardier Dash 8
- Embaer E-Jet
- Bombardier CRJ200, 700
- Tupolev Tu-134
- Concorde
- Antonov An-24
- Fokker 50
- ATR 42, 72

### 5 cestujících v jedné řadě
85–130 pasažérů
- Fokker 70, 100
- Suchoj Superjet 100
- Comac ARJ21
- DC-9/MD-80/MD-90/B717
- Bombardier CSeries

### 6 cestujících v jedné řadě
120–295 pasažérů
- Airbus A318, A319, A320, A321
- Boeing 727
- Boeing 737
- Boeing 757
- BAe 146
- Iljushin Il-18
- Iljushin Il-62
- Tupolev Tu-154
- Vicker VC10